# Батуринское сельское поселение (Томская область)
Батуринское се́льское поселе́ние — муниципальное образование в Асиновском районе Томской области Российской Федерации.
Административный центр — село Батурино.

## История
Статус и границы сельского поселения установлены Законом Томской области от 9 сентября 2004 года № 193-ОЗ «О наделении статусом муниципального района, поселения (городского, сельского) и установлении границ муниципальных образований на территории Асиновского района»

## Население
| 2002  | 2010  | 2012  | 2013  | 2014  | 2015  | 2016  |
| ----- | ----- | ----- | ----- | ----- | ----- | ----- |
| 2486  | ↘2077 | ↘2018 | ↘1968 | ↘1895 | ↘1842 | ↘1810 |
| 2017  | 2018  | 2019  | 2020  | 2021  |       |       |
| ↘1757 | ↘1679 | ↘1614 | ↘1578 | ↘1322 |       |       |

## Состав сельского поселения
| № | Населённый пункт | Тип населённого пункта       | Население |
| - | ---------------- | ---------------------------- | --------- |
| 1 | Батурино         | село, административный центр | ↘1177     |
| 2 | Ноль-Пикет       | посёлок                      | ↘42       |
| 3 | Первопашенск     | посёлок                      | ↘103      |

## Местное самоуправление
Глава поселения — Злыднева Нина Владимировна.